# II Cuerpo de Ejército (Bando republicano)
El II Cuerpo de Ejército fue una formación militar perteneciente al Ejército Popular de la República que luchó durante la guerra civil española. Situado en el Frente de Madrid, participó en la batalla de Brunete y en el golpe de Casado.

## Historial
Su origen estaba en el Cuerpo de Ejército de Madrid, creado el 31 de diciembre de 1936 en Madrid. Posteriormente adoptó su denominación final; el coronel de ingenieros Emilio Alzugaray Goicoechea asumió el mando de la unidad el 14 de marzo de 1937. Posteriormente el mando pasó al teniente coronel Carlos Romero, que lideró la formación durante la batalla de Brunete.
En marzo de 1939, cuando se produjo el golpe de Casado, fuerzas del II Cuerpo —en especial la 8.ª División dirigida por Guillermo Ascanio— se posicionaron en contra de la facción «casadista» y llegaron a tomar varias posiciones claves en la capital. Tras el final de los enfrentamientos el coronel Segismundo Casado destituyó al comandante del II Cuerpo, el coronel Bueno Núñez del Prado, sustituyéndole el teniente coronel Joaquín Zulueta Isasi. La unidad se autodisolvió al final de la guerra.

## Mandos
Comandantes
- coronel de ingenieros Emilio Alzugaray Goicoechea;[6]
- teniente coronel Carlos Romero Giménez;[7]
- coronel Emilio Bueno Núñez del Prado;[4]
- teniente coronel Joaquín Zulueta Isasi;

Comisarios
- Antonio Somarriva Alvear;[8]
- Manuel González Molina, del PSOE;[9]
- Arsenio Otero García, del PSOE;

Jefes de Estado Mayor
- teniente coronel de ingenieros Joaquín Otero Ferrer;[10]
- mayor de milicias Matías Tarrazo Álvarez;

## Orden de batalla
| Fecha             | Ejército adscrito   | Divisiones integradas      | Frente de batalla |
| Marzo de 1937     | Ejército del Centro | 8.ª, 5.ª, 6.ª y 7.ª        | Madrid            |
| Junio de 1937     | Ejército del Centro | 4.ª, 6.ª y 8.ª             | Madrid            |
| Julio de 1937     | Ejército del Centro | 4.ª, 24.ª, 6.ª y 18.ª      | Madrid            |
| Diciembre de 1937 | Ejército del Centro | 4.ª, 6.ª, 7.ª, 18.ª y 65.ª | Madrid            |
| Abril de 1938     | Ejército del Centro | 4.ª, 7.ª y 65.ª            | Madrid            |
| Marzo de 1939     | Ejército del Centro | 4.ª, 7.ª y 8.ª             | Madrid            |